# Вік Кроу
Вік Кроу (англ. Vic Crowe, нар. 31 січня 1932, Аберсінон — пом. 22 січня 2009, Саттон Колдфілд) — валлійський футболіст, півзахисник. По завершенні ігрової кар'єри — футбольний тренер.
Як гравець насамперед відомий виступами за клуб «Астон Вілла», а також національну збірну Уельсу.

## Клубна кар'єра
Вихованець футбольної школи клубу «Вест-Бромвіч Альбіон».
У дорослому футболі дебютував 1952 року виступами за команду «Астон Вілла», в якій провів дванадцять сезонів, взявши участь у 294 матчах чемпіонату. Більшість часу, проведеного у складі «вілланів», був основним гравцем команди.
Протягом 1964–1967 років грав за «Пітерборо Юнайтед».
Завершив професійну ігрову кар'єру у американському клубі «Атланта Чіфс», за який виступав протягом 1967–1969 років.

## Виступи за збірну
1958 року дебютував в офіційних матчах у складі національної збірної Уельсу. Протягом кар'єри у національній команді, яка тривала 6 років, провів у формі головної команди країни 16 матчів.
У складі збірної був учасником чемпіонату світу 1958 року у Швеції.

## Кар'єра тренера
Розпочав тренерську кар'єру невдовзі по завершенні кар'єри гравця, 1970 року, очоливши тренерський штаб клубу «Астон Вілла».
Після того двічі тренував «Портленд Тімберз». Досвід тренерської роботи обмежився цими двома клубами.
Кроу помер 21 січня 2009 року в віці 76 років після тривалої хвороби, не доживши десять днів до свого дня народження.

## Досягнення
- Володар Кубка Англії: 1957
- Володар Кубка Футбольної ліги: 1961